# Staryje Ajbiesi
Staryje Ajbiesi (ros. Старые Айбеси) – wieś (sieło) w Rosji, w Czuwaszji, w rejonie ałatyrskim. W 2010 liczyła 880 mieszkańców.